# Cucina pescarese

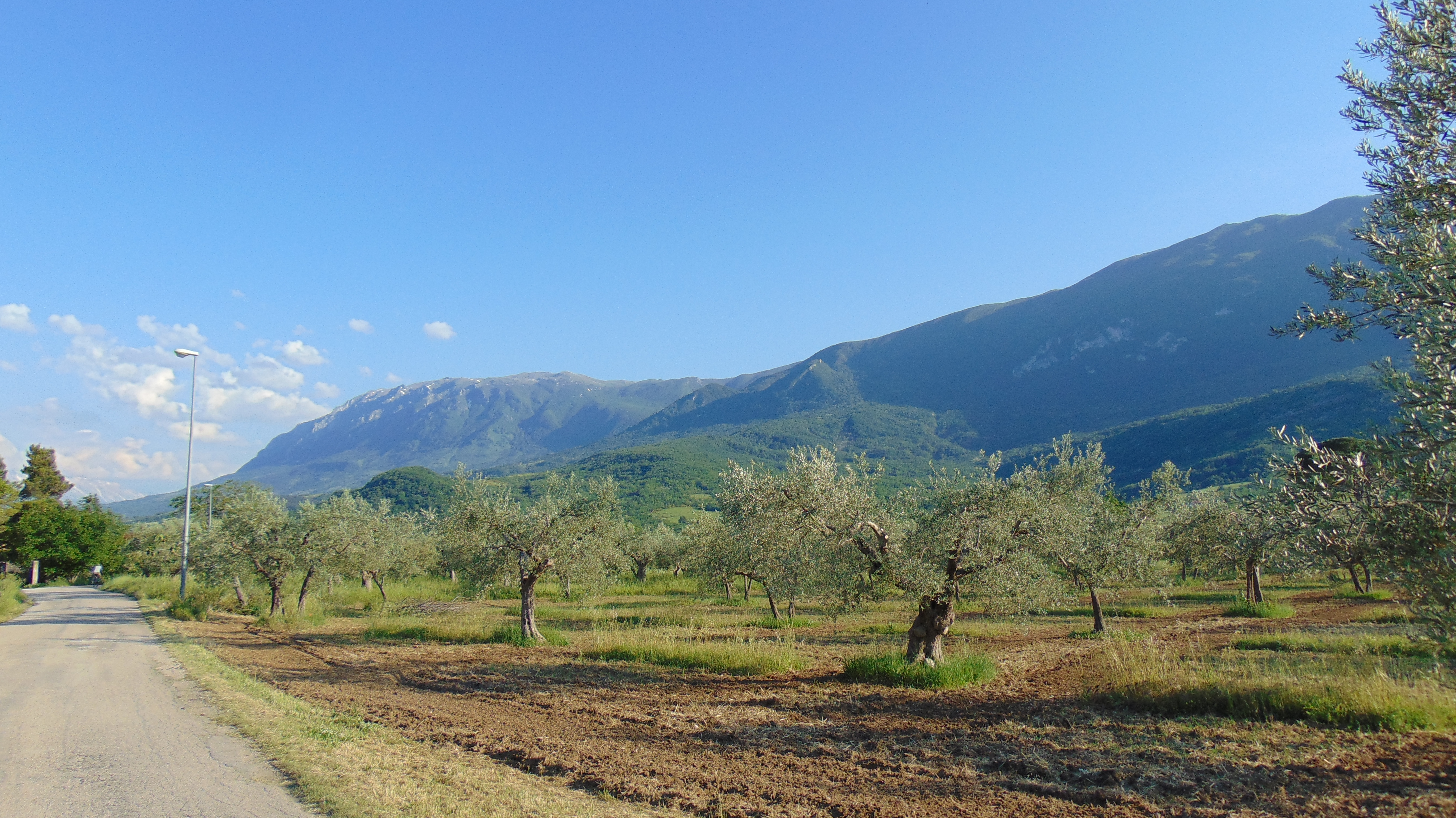
Oliva toccolana di Tocco da Casauria

La cucina pescarese è l'insieme dei piatti della tradizione culinaria di Pescara e delle zone limitrofe. È una cucina legata al mare Adriatico, e vengono utilizzati diversi tipi di pesce, ma non mancano i piatti di derivazione contadina e pastorale.

## Primi piatti

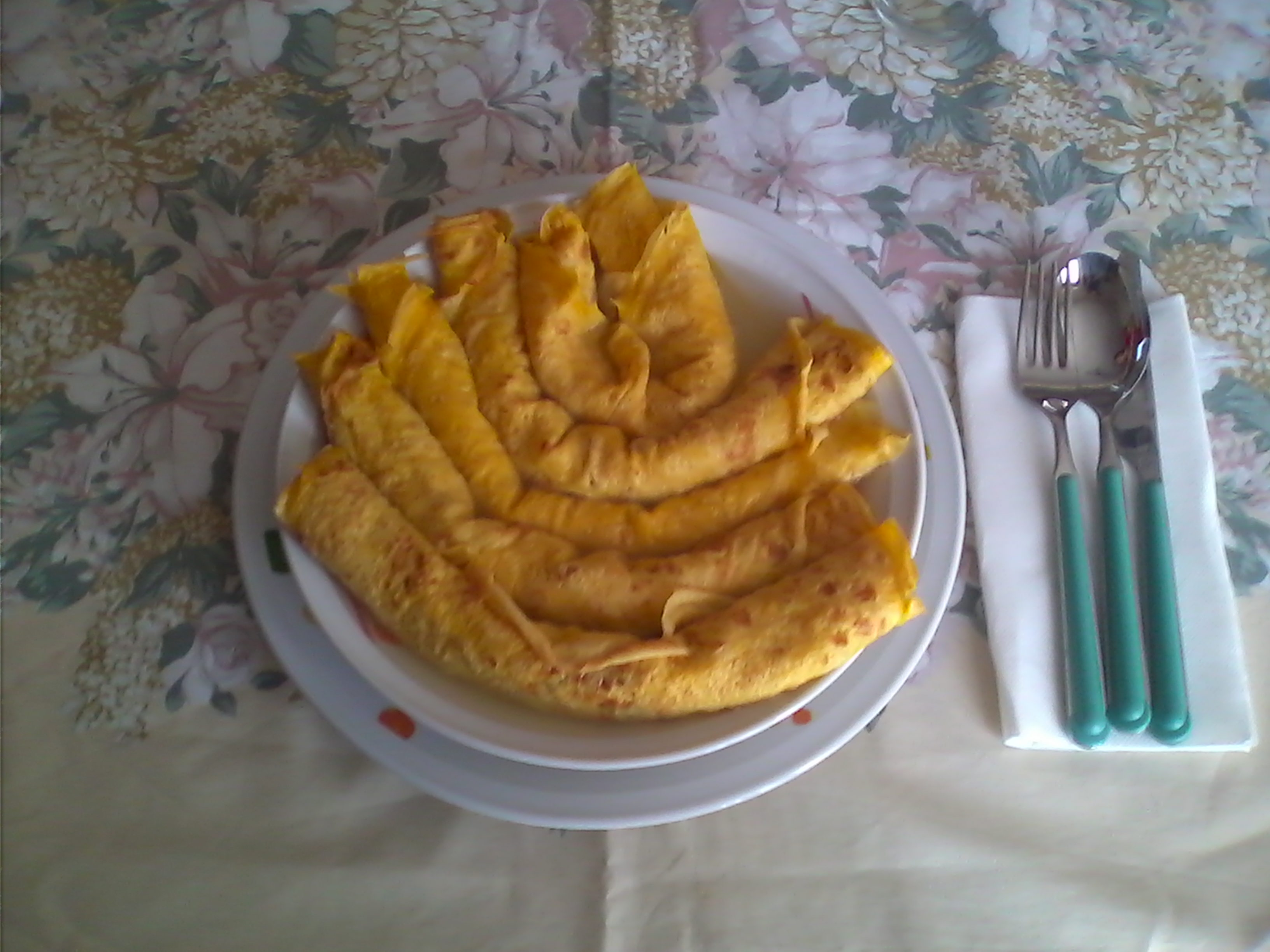
Scrippelle

Tra i primi piatti di terra della cucina pescarese possiamo menzionare i maccheroni alla chitarra, le sagne, i maccheroni alla molinara, i ravioli, le scrippelle o il timballo, conditi con sughi della tradizione in genere a base di salsa di pomodoro e carne di agnello o con brodi vegetali o di pollo. Altro primo piatto dell'area del pescarese sono gli anellini alla pecorara, una pasta a forma di anello servita con una salsa di pomodoro e vegetali vari a cui si aggiunge la ricotta di pecora. Eredità della cucina povera sono i piatti a base di legumi come le sagne (in dialetto "tajarille") servite con ceci o fagioli.

## Carni, salumi, pesce e formaggi

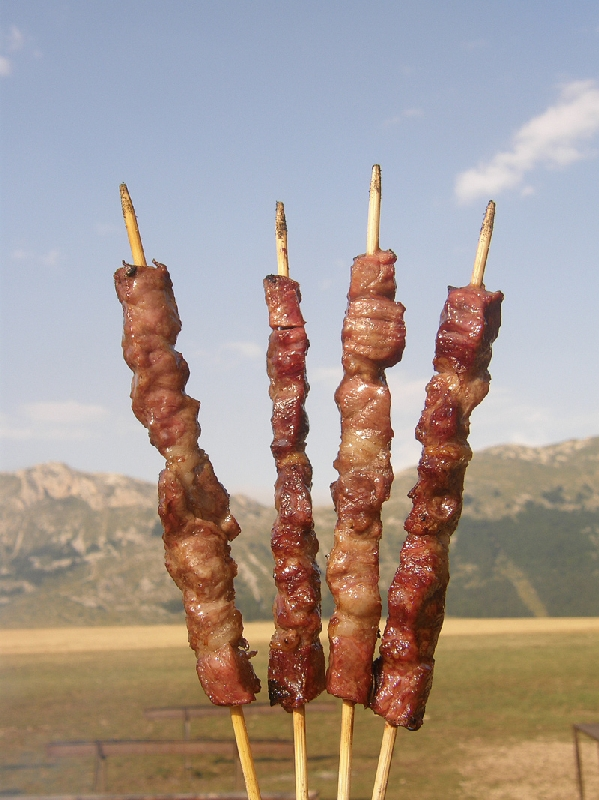
Arrosticini

Per quanto riguarda la carne di pecora gli arrosticini, fanno da padrone nella cucina pescarese e abruzzese che vengono serviti con fette di pane unte di olio; anche la carne di maiale è piuttosto consumata, tra cui la porchetta; tipico formaggio dell'area pescarese è invece il Pecorino di Farindola che fa parte dei Prodotti agroalimentari tradizionali abruzzesi e rientra nei Presidi Slow Food dell’Abruzzo.
Fra i piatti di pesce più famosi della cucina pescarese sono da menzionare la coda di rospo (o rana pescatrice) alla cacciatora, il crudo di calamaretti, la pasta con gli scampi e soprattutto il brodetto di pesce, cucinato in svariati modi e tempi di cottura diversi a seconda del tipo di pesce. Altri piatti tipici sono il fritto di paranza, ovvero una frittura mista di pesci di piccolo taglio in genere merluzzetti e triglie, e soprattutto il brodetto di cozze e vongole. Vengono altresi utilizzati anche altri tipi di pesci come sarde, alici, che vengono poi cucinati e cotti in svariate maniere fritte e alla brace, alla griglia e al forno. Nel periodo natalizio anche il baccalà viene consumato.

## Verdure, ortaggi, legumi, frutta
Tra i legumi merita sicuramente menzione il Fagiolo di Loreto Aprutino che rientra tra i prodotti agroalimentari tradizionali abruzzesi ed è prodotto nell'omonimo paese e dei Presidi Slow Food dell’Abruzzo; altro prodotto vegetale della zona pescarese è il Peperone secco dolce; altro prodotto del pescarese è l'oliva Toccolana o Police che è una cultivar di olivo utilizzata per la produzione di olio.

## Pane, pizze e dolci

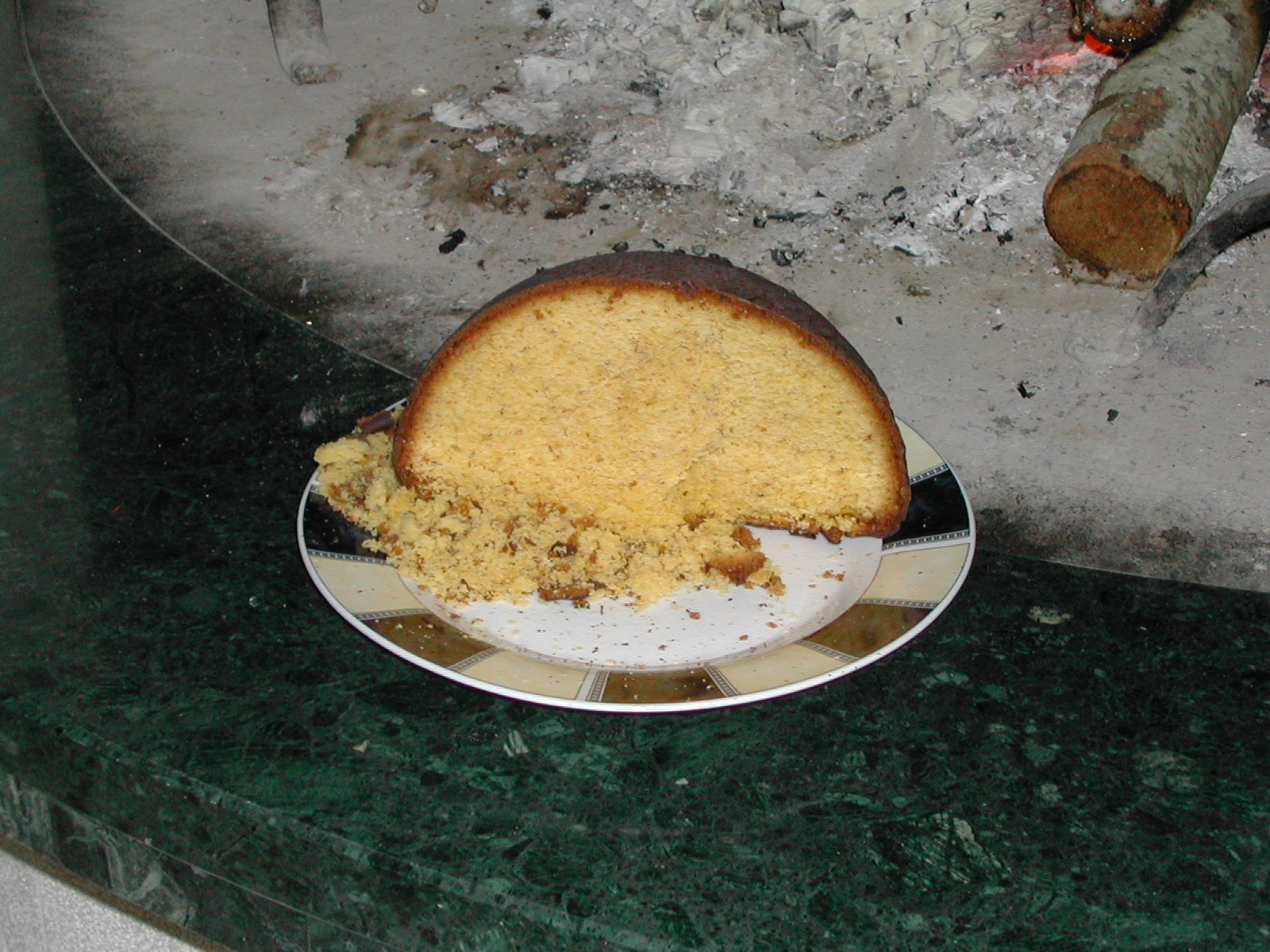
Il parrozzo

Tra i dolci della tradizione, il parrozzo, fatto con mandorle tritate, essenza di mandorla amara, buccia di limone e ricoperto di cioccolato fondente. Tipica, come in tutto l'Abruzzo e soprattutto nei periodi di festa, è anche la cicerchiata, che è un dolce a base di pasta di farina, uova, burro e zucchero. Da questa si ricavano palline di circa un centimetro di diametro che vengono fritte nell'olio di oliva o nello strutto: scolate, vengono disposte "a mucchio" e ricoperte di miele. Altri tipici dolci di Pescara sono gli Sgaiozzi, Le Sbattute, i Torcinelli e la Rimpizza, anche tutti questi prodotti dolciari rientrano tra i prodotti agroalimentari tradizionali abruzzesi.
Altra pietanza tipica in Abruzzo e Molise è il fiadone, una specie di raviolo rustico cotto in forno e fatto con uova e pecorino che può essere sia dolce che salato. Per quanto riguarda il pane, sono da segnalare l'utilizzo nella cucina pescarese del Pane Cappelli e del Pane di Solina sia nei piatti di terra che di mare.

## Vini, liquori e olio

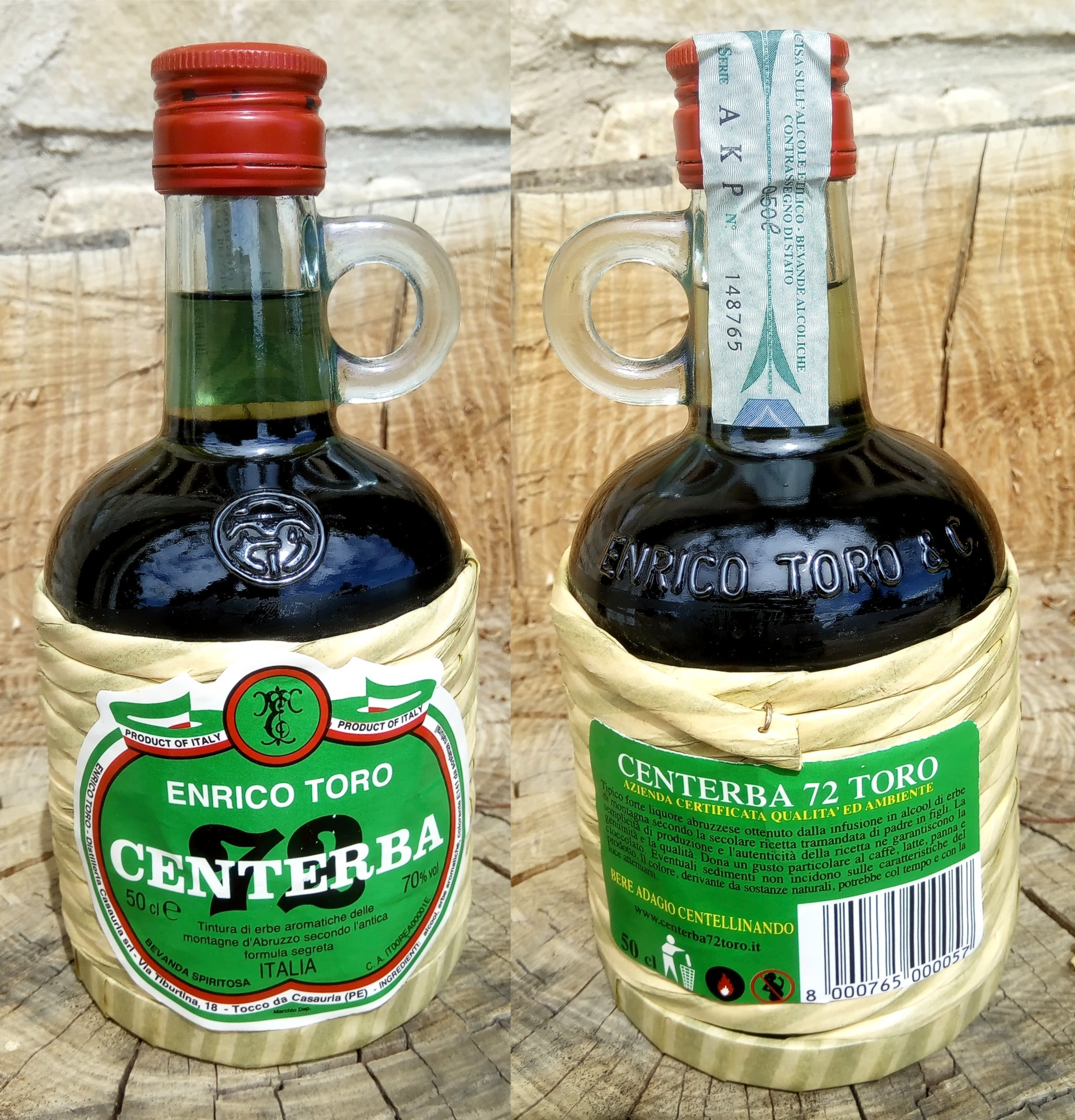
Il centerbe

Tra i molti liquori caratteristici della zona l'unico tipico di Pescara è l'Aurum, che è prodotto con acquavite e scorze di arancia. Da menzionare il centerbe, tipico liquore abruzzese di Tocco da Casauria in provincia di Pescara. Per l'olio d'oliva è da citare l'Aprutino Pescarese.
Anche nel pescarese, come nel resto dell'Abruzzo, vengono coltivati interessanti vitigni che originano vini DOC come Cerasuolo d'Abruzzo, Montepulciano d'Abruzzo, Trebbiano d'Abruzzo.

## Galleria d'immagini

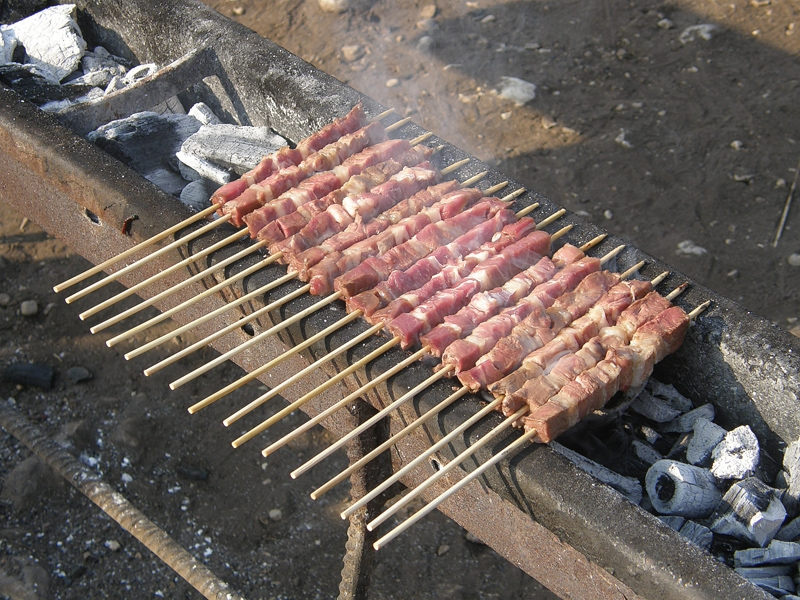
Arrosticini di pecora
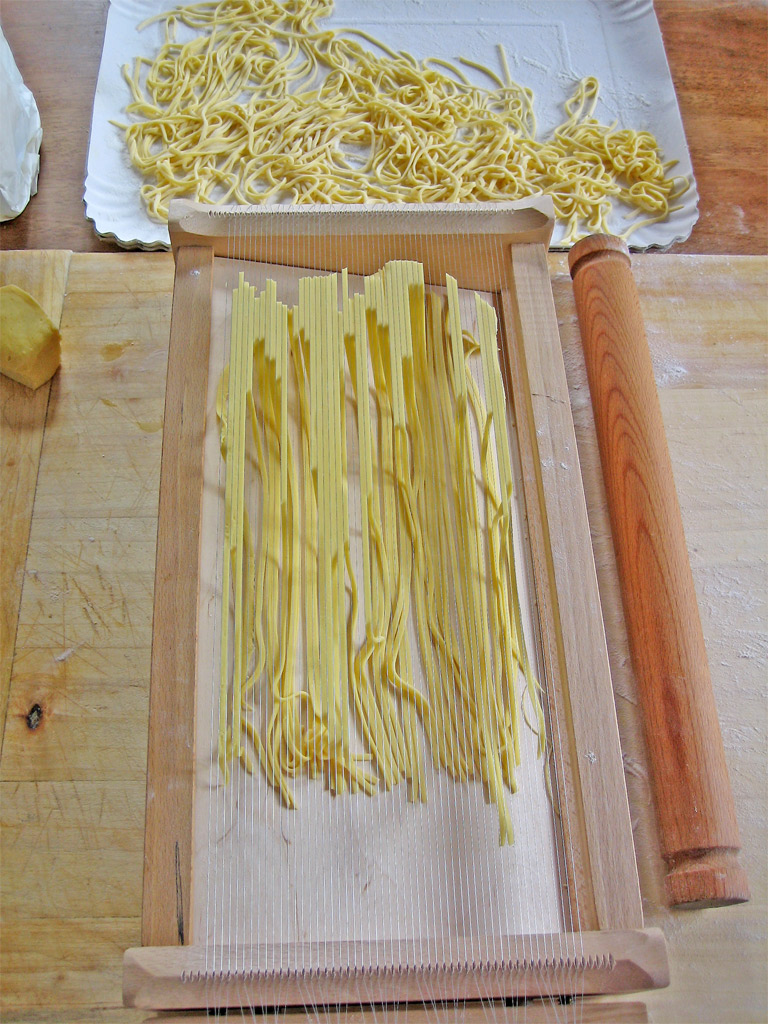
Spaghetti alla chitarra